# Saint-Moreil
 Saint-Moreil  es una comuna (municipio) de Francia, en la región de Lemosín, departamento de Creuse, en el distrito de Aubusson y cantón de Royère-de-Vassivière.
Su población en el censo de 1999 era de 292 habitantes.
Está integrada en la Communauté de communes de Bourganeuf - Royère-de-Vassivière.

## Demografía
| 417 | 475 | 354 | 325 | 287 | 292 |
| Para los censos de 1962 a 1999 la población legal corresponde a la población sin duplicidades (Fuente: INSEE [Consultar]) |     |     |     |     |     |